# 伊丹市立生涯学習センター
伊丹市立生涯学習センター（いたみしりつしょうがいがくしゅうセンター）は、日本の兵庫県伊丹市が市民の生涯学習を目的に設置している多目的ホール・図書館・老人福祉施設・フィットネスクラブなどの機能を集約した社会教育施設。愛称はラスタホール（Lustre Hall）。

## 概要
1992年（平成4年）4月29日に市内南部の南野で開館した。開館当初から同年2月に設立された財団法人伊丹市文化振興財団が指定管理者を務めていたが、同財団は2017年（平成29年）に伊丹スポーツセンターと合併し公益財団法人いたみ文化・スポーツ財団となっている（3階の伊丹市立南野デイサービスセンターは伊丹市社会福祉事業団の運営）。2004年（平成16年）に市内北部の北野で開業した伊丹市立北部学習センター（きららホール）はラスタホールと設置の根拠条例も異なり、本館と分館のような関係ではない。
2階の多目的ホールは最大300名の収容に対応しており、世界3大ピアノメーカーとして名高いドイツ・ベヒシュタイン社のピアノ（B型）が設置されている。

### 各階
| 階 | 概 要                                        |
| -- | -------------------------------------------- |
| 4F | フィットネスクラブ「フィットネスラスタ」     |
| 3F | 伊丹市立南野デイサービスセンター             |
| 2F | 多目的ホール                                 |
| 1F | 事務所、喫茶室、自習室、伊丹市立図書館南分館 |

## 伊丹市立図書館南分館
伊丹市立図書館南分館（いたみしりつとしょかんみなみぶんかん）は、ラスタホールの開館当初から1階に設置されている伊丹市立図書館の分館。市中心部の宮ノ前にある本館（ことば蔵）とは別に、分館独自のウェブサイトを開設している。
本館と市内東部の神津分館が一般的な公立図書館の例に倣い月曜日を休館日としているのに対して当館は火曜日、きららホール内の北分館は水曜日を休館日に設定し、年末年始以外は市内のいずれかの図書館が開館するように配慮されている。2012年（平成27年）に本館が千僧の伊丹市役所裏手（現在の伊丹市防災センター）から宮ノ前の現在地へ移転した際に、本館と合わせてセルフ式の自動貸し出し機を導入した。また、本館が移転開館時から設置して好評を博しているカエボン棚を南分館でも独自に設置している。
貸し出し条件等は本館に準じるため、伊丹市立図書館#利用案内を参照のこと。

## 交通アクセス
稲野駅（阪急伊丹線）から西へ徒歩8分。もしくは塚口駅 (阪急)から伊丹市バスの37系統（JR伊丹行き）または40系統（三師団・交通局行き）に乗り「ラスタホール前」下車すぐ。JR伊丹・阪急伊丹からバスに乗る場合は37系統に乗り同バス停下車。
最寄りのバス停は開館に伴い新設された。バス停の設置当初は「生涯学習センター前」の名称であったが、市内の北野に北部学習センター（きららホール）が開館したのに前後して愛称の「ラスタホール前」へ改名されている。

### 周辺
- 御願塚古墳
- 伊丹市立笹原小学校
- 伊丹警察署稲野交番